# السبارو (الاباما)
السبارو، آلاباما (به انگلیسی: Allsboro, Alabama) یک منطقهٔ مسکونی در ایالات متحده آمریکا است که در آلاباما واقع شده‌است.

## خصوصیات
السبارو ۱۹۵ متر بالاتر از سطح دریا واقع شده‌است.